# Коњугована вакцина
Конјугована вакцина посебан је тип савремених субјединичних вакцина које су развијене с почетка 21. века. Вакцине из ове групе настале су као резултат напретка имунологије и разумевања механизама којим помоћнички Т-лимфоцити стимулишу Б-лимфоците да продукују високоафинитетна антитела у оквиру Т-зависног хуморалног одговора. 
Принцип дејства ове вакцине заснива се на томе да се  полисахарид патогена (слаб имуногени код деце) везује (конјугује)  за протеин другог патогена (који је добар имуноген).

## Општа разматрања
Код ових врста вакцина ради се о вакцинама за инкапсулиране бактерије и то пнеумококе, менингококе и хемофилус инфлуенце тип Б. Важан фактор вируленције ових бактерија је капсула која се састоји од полисахарида и која има антифагоцитна својства. Главни механизам одбране против инкапсулираних бактерија представља Т-независан хуморални одговор. 
Како мала деца до две године старости и особе без слезине (спленектомисане особе) не могу да успоставе адекватан хуморални одговор на полисахариде и друге Т-независне антигене, они имају много већи ризик да развију тешке инфекције изазване овим врстама бактерија, укључујући и менингитис и сепсу које имају високу смртност или остављају тешке последице. У том смислу постојеће субјединичне, полисахаридни вакцине против ових бактерија код њих нису довољно ефикасне. 
Тај проблем је превазиђен развојем конјугованих вакцина у којима је полисахарид капсуле ових бактерија (као Т-независан антиген) везана (конјугована) за неки протеин који представља Т-зависни антиген. Као протеин се најчешће користи дифтерични токсоид, с обзиром на чињеницу да мала деца одлично одговарају на тај антиген, а постоји и вишедеценијско искуство о његовој безбедности.

## Принципи дејства конјуговане вакцине
Принцип дејства ових вакцина заснива се на конјугацији која омогућава да Т-лимфоцити помогну и оним Б-лимфоцитима који су
специфични за полисахариде капсуле, а не само за дифтерични токсин (слично хуморалном одговору на комплекс хаптен-носач). 
Као резултат ове реакције долази до индукције имунолошке меморије и продукције високоафинитетних антитела (ИгГ) специфичних за полисахариде капсуле која могу да спрече тешке инфекције изазване инкапсулиране бактеријама. 
Конјуговане вакцине имају исте особине као и субјединичне, безбедне су и дају се деци током прве године живота (у 3 до 4 дозе) и спленектомисаним особама.

## Недостаци

### Поствакциналне реакције
Ризици реакције на вакцину идентнични су онима као код сваког лека, али са малом шансом њихове појаве. Ако се и јаве то су обично благи симптоми, мада се не искључују и озбиљне реакције.
Врста и интензитет реакције варира од старости и дозе у серији. 
Деца
Најчешћи проблеми пријављени код деце били су:
- Поспаност после вакцинације, привремени губитак апетита, нервоза или раздражљивост (код 8 од 10 деце), блага температура (код 1 од 3 деце) оток, црвенило или осетљивост на месту убода (код 1 од 3 деце).[1]

Одрасли
Одрасли су најчешже пријављили после вакцинације појаву: бола, црвенила, отока на месту убода, благо повишење температуре, умор, главобољу, грозницу, или болове у мишићима.

### Цена вакцине
Највеће ограничење и недостатак ових вакцина је њихова релативно висока цена.